# Tony Amoni
Tony Amoni est un acteur français.

## Filmographie
- 1999 : Un café... l'addition de Félicie Dutertre et François Rabès (court-métrage)
- 1999 : La Neuvième Porte :  le garde du corps
- 2001 : Les Jolies Choses : Steve
- 2001 : Grégoire Moulin contre l'humanité
- 2002 : La Vérité sur Charlie de Jonathan Demme
- 2003 : Gomez et Tavarès : St Jean
- 2004 : Mariage mixte : Virgile
- 2005 : Julie Lescaut (série télévisée), épisode 1 saison 14, Mission spéciale de Bernard Uzan : Song
- 2005 : Les Chevaliers du ciel : Altikriti
- 2007 : Eden Log de Franck Vestiel
- 2007 : Tropiques amers (série télévisée) : Ambroise Jones
- 2008 : RIS police scientifique (série télévisée)
- 2008 : Duval et Moretti (série télévisée)